# Neomyro scitulus
Neomyro scitulus là một loài nhện trong họ Toxopidae.
Loài này thuộc chi Neomyro. Neomyro scitulus được miêu tả năm 1891 bởi Urquhart.